# 豊沼駅
豊沼駅（とよぬまえき）は、北海道砂川市東3条南19丁目にある北海道旅客鉄道（JR北海道）函館本線の駅である。駅番号はA19。電報略号はトヌ。事務管理コードは▲130139。

## 歴史
- 1922年（大正11年）

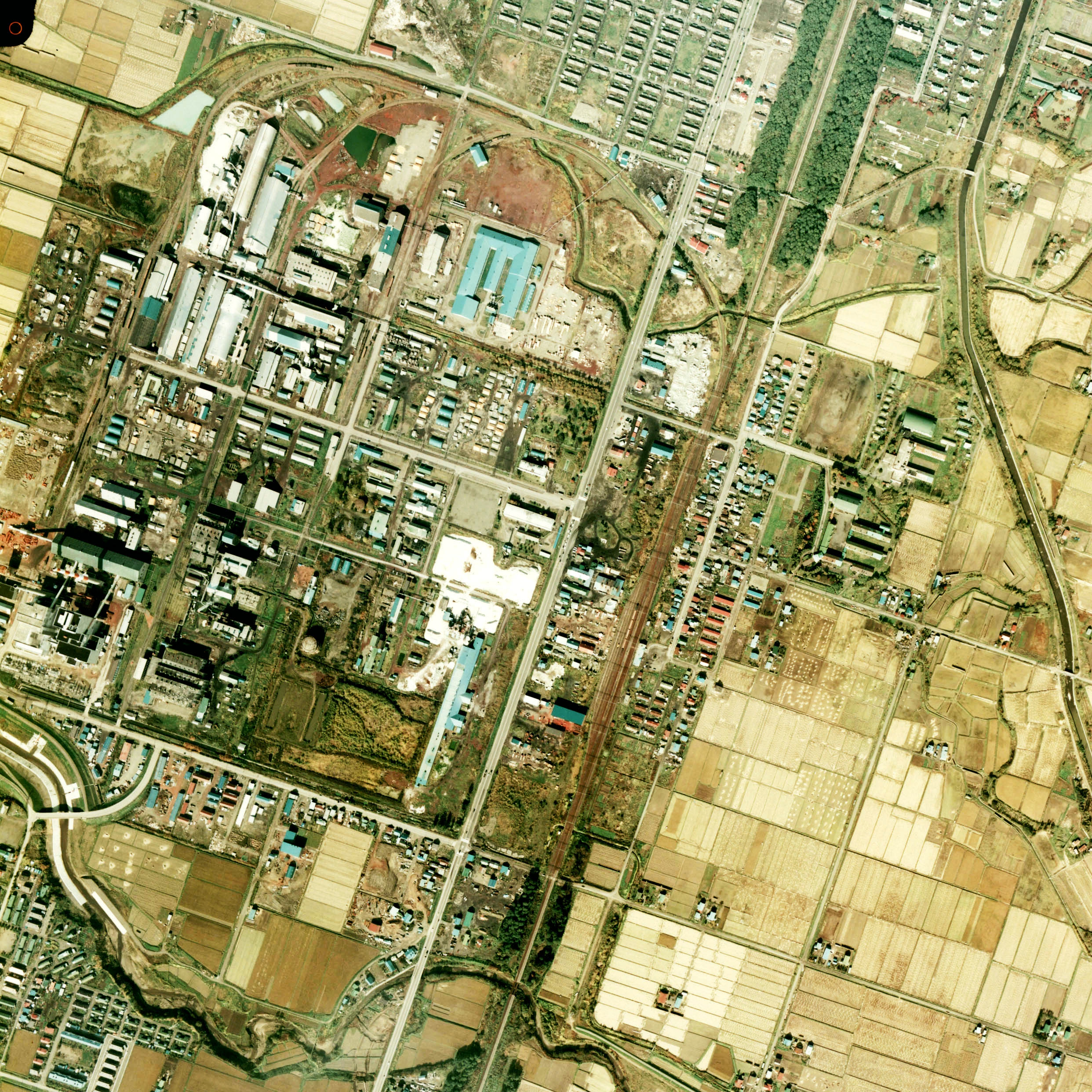
1976年の豊沼駅と周囲1.5 km範囲。上が函館本線旭川方面（右）及び駅裏にある三井東圧系の工業団地へ向かう貨物専用線（左）。左端中央は砂川発電所。下端に見えるのが豊沼奈江川で、大正年間に設けられていた初代・豊沼信号場はこれよりさらに奈井江側にあった。

  - 3月20日：鉄道省の豊沼信号所として開設[1]。（奈井江3.0km-砂川5.0km 奈井江9号地点）[注釈 1]
  - 4月1日：豊沼信号場（初代）に改称[1]。
- 1926年（大正15年）12月2日：奈井江-砂川間複線化に伴い豊沼信号場（初代）廃止[1]。
- 1939年（昭和14年）10月15日：東洋高圧工業北海道工業所起工式。昭和16年完成予定であったが戦時下で建設遅延[3]。
- 1942年（昭和17年）2月10日：東洋高圧工業専用線2.1km敷設使用開始に伴い、現在地に豊沼信号場（2代）開設[1]。専用線発着貨物の取扱いを開始[4][3][5]。
- 時期不詳：東洋高圧工業の通勤者のために朝夕2便のみ停車客扱[3]。
- 1946年（昭和21年）4月：東洋高圧工業北海道工業所生産開始[3]。
- 1947年（昭和22年）2月20日：信号場から一般駅に変更、豊沼駅開業[4][6]。
- 1951年（昭和26年）8月8日：北海道電力（直前まで日本発送電）砂川火力発電所第1期工事竣工[3]。
- 1957年以前（昭和32年以前）：駅裏南側に石炭荷卸し場及び貯炭場を設け、国道12号を跨いで発電所までの運炭用ベルトコンベア設置。[3]石炭荷卸し専用線400m敷設（敷設時期不明）[注釈 2]。
- 1964年（昭和39年）8月13日：駅舎改築（昭和36年と37年の集中豪雨による大水害によって浸水被害を受けたためで、高床式となった）[3]。
- 1968年（昭和43年）：北電砂川火力発電所が石炭輸送をトラックに切り替え。貯炭場廃止及びベルトコンベア撤去[3]。
- 1984年（昭和59年）2月1日：荷物の取扱を廃止[1]。
- 1986年（昭和61年）11月1日：駅員無配置駅となる[7]。
- 1987年（昭和62年）4月1日：国鉄分割民営化により、北海道旅客鉄道（JR北海道）・日本貨物鉄道（JR貨物）の駅となる[1]。
- 1990年（平成2年）4月1日：日本貨物鉄道の駅が廃止され、貨物の取扱いが終了[1]。

三井東圧肥料砂川工場へ続く専用線もこの時点で廃止となった。
- 1991年（平成3年）6月9日：駅業務の簡易委託を開始。
- 1993年（平成5年）6月：簡易委託終了、無人駅化。
- 2022年（令和4年）12月15日：駅構内で除雪作業を行っていた重機と特急電車が接触する事故が発生。除雪作業員や乗客が負傷[8]。
- 2024年（令和6年）3月16日：ICカード「Kitaca」の利用が可能となる[9][10][11]。

### 駅名の由来
付近が石狩川に沿って大小の沼があり地味豊かではなかったことから、「豊かな所になるように」との意味を込め名づけられた、とされる。

## 駅構造
2面2線の相対式ホームを持つ地上駅。以前は島式・単式ホームであったが、一番外側の線路が撤去された。岩見沢-滝川間の各駅の中では唯一、駅舎が国道に向いていない。砂川駅管理の無人駅であり、駅舎内に乗車駅証明書発行機が設置されている。ホーム間は跨線橋で結ばれている。ホームにも跨線橋にも屋根は全くない。
度重なる水害を受けたため駅舎が高床式の建物になっているが、レールは築堤の上に敷かれているため、待合室とホームは同一平面上にある。

### のりば
| ホーム | 路線      | 方向 | 行先             |
| ------ | --------- | ---- | ---------------- |
| 駅舎側 | ■函館本線 | 上り | 岩見沢・手稲方面 |
| 反対側 | ■函館本線 | 下り | 滝川・旭川方面   |

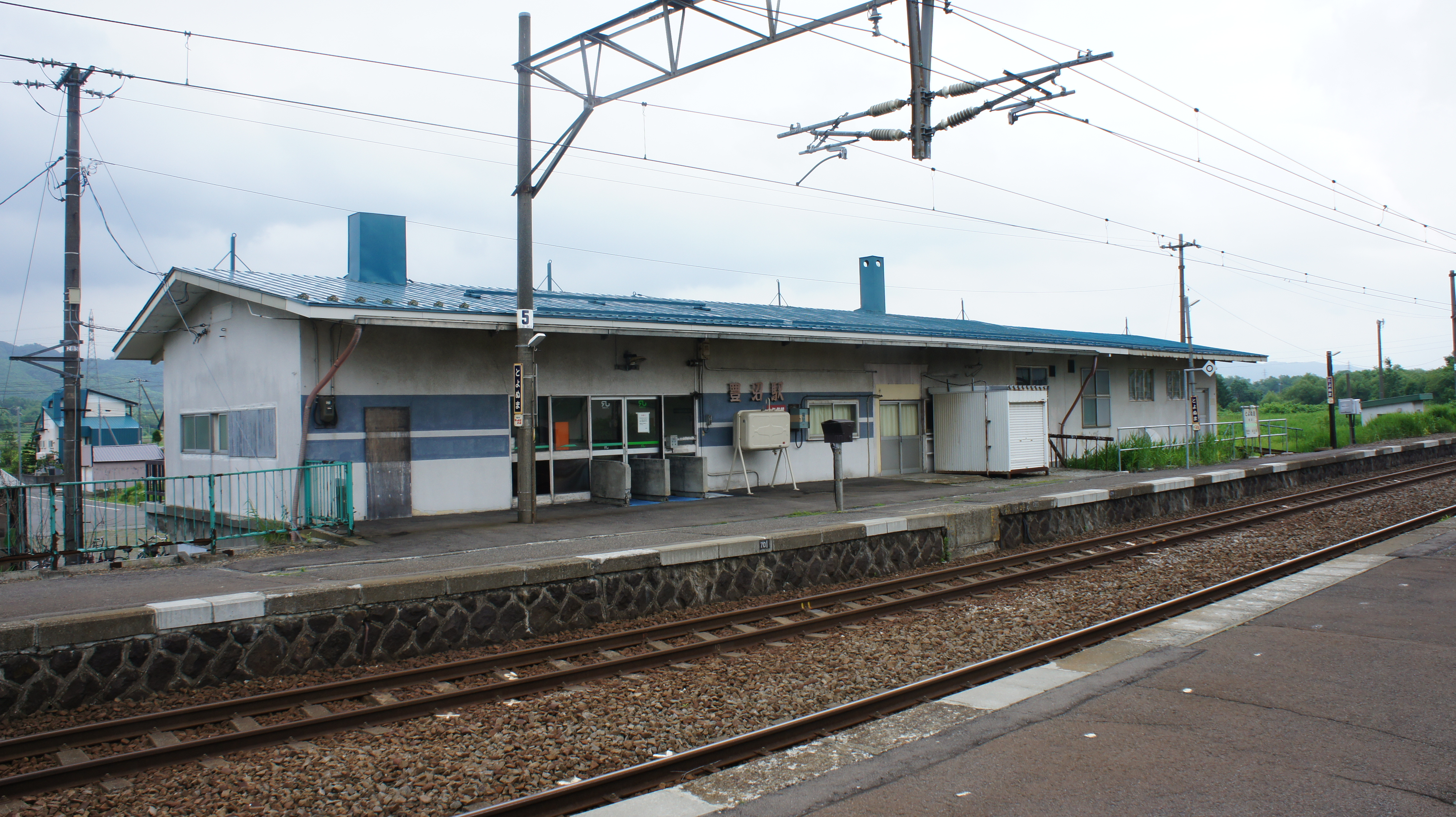
ホームから駅舎を望む（2017年7月）
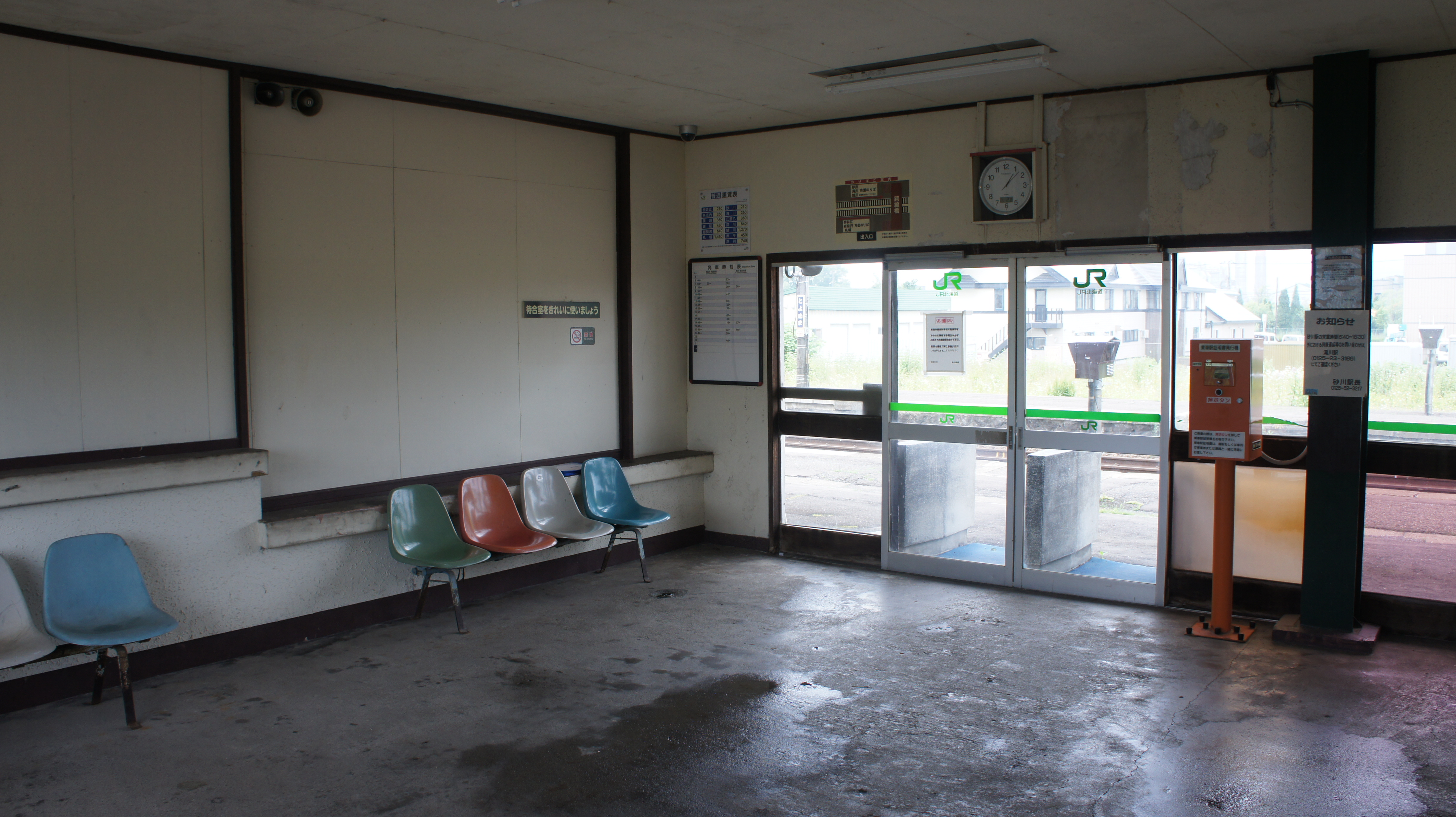
待合室（2017年7月）
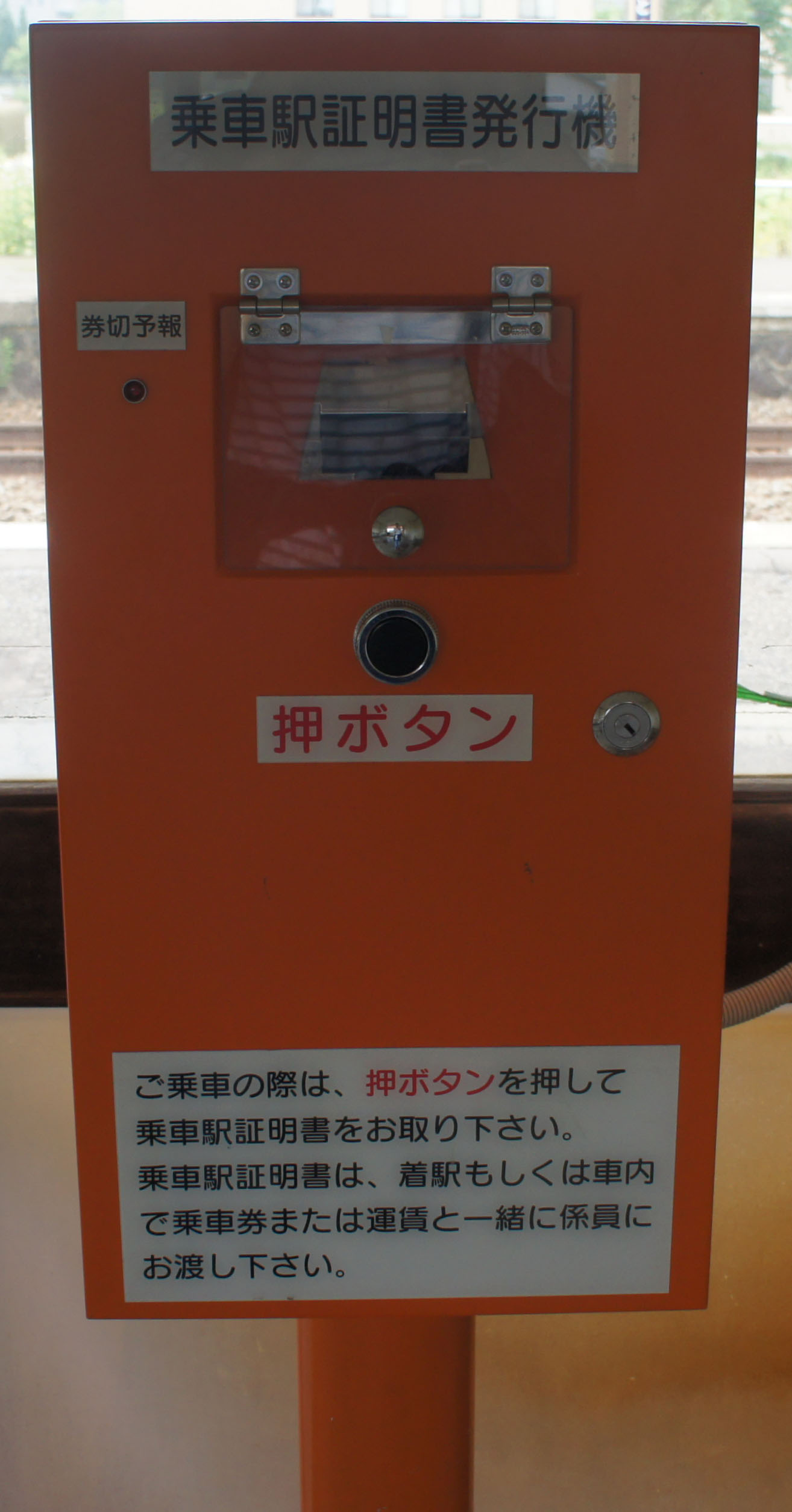
乗車駅証明書発行機 （2017年7月）
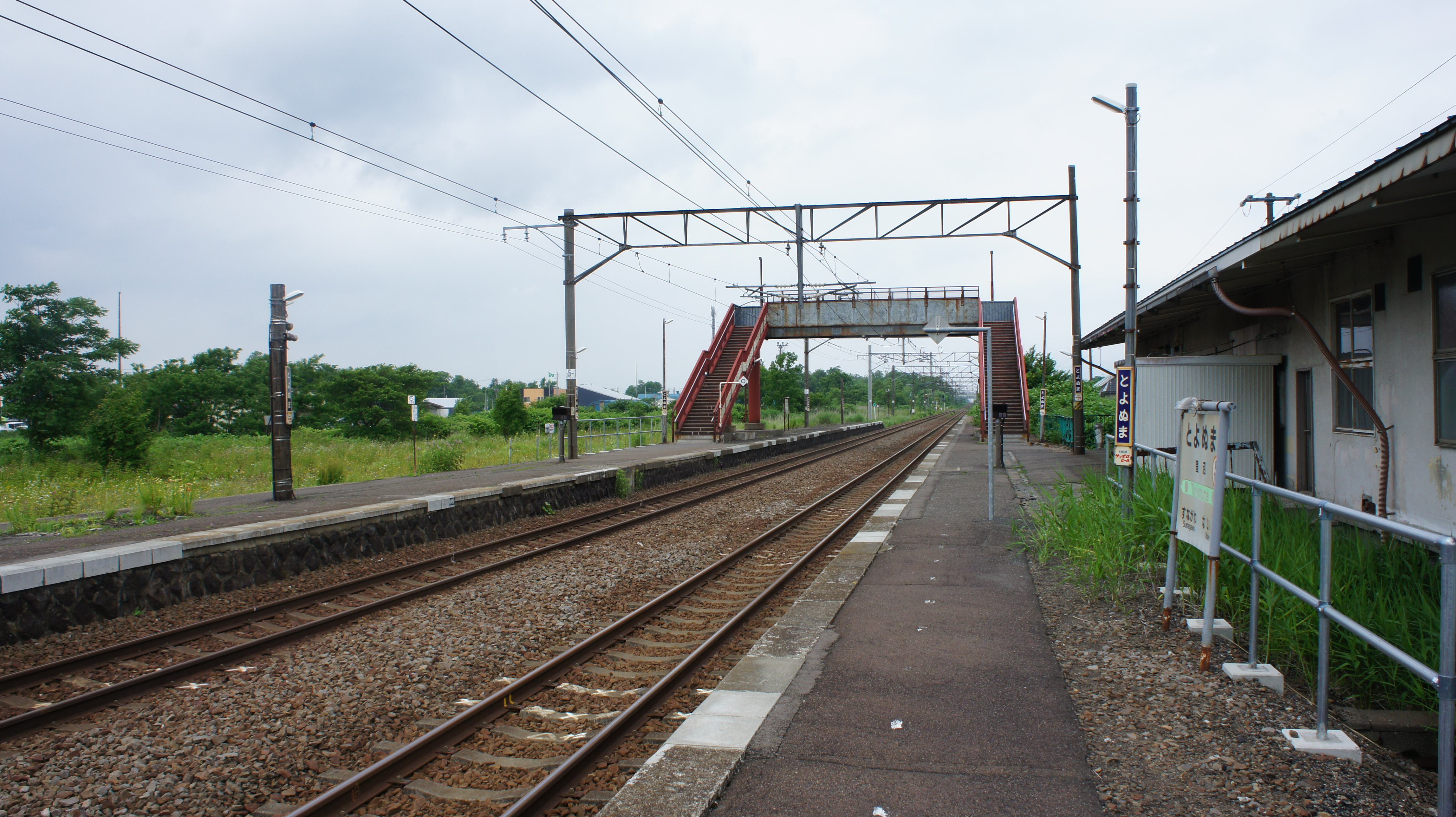
ホーム（2017年7月）
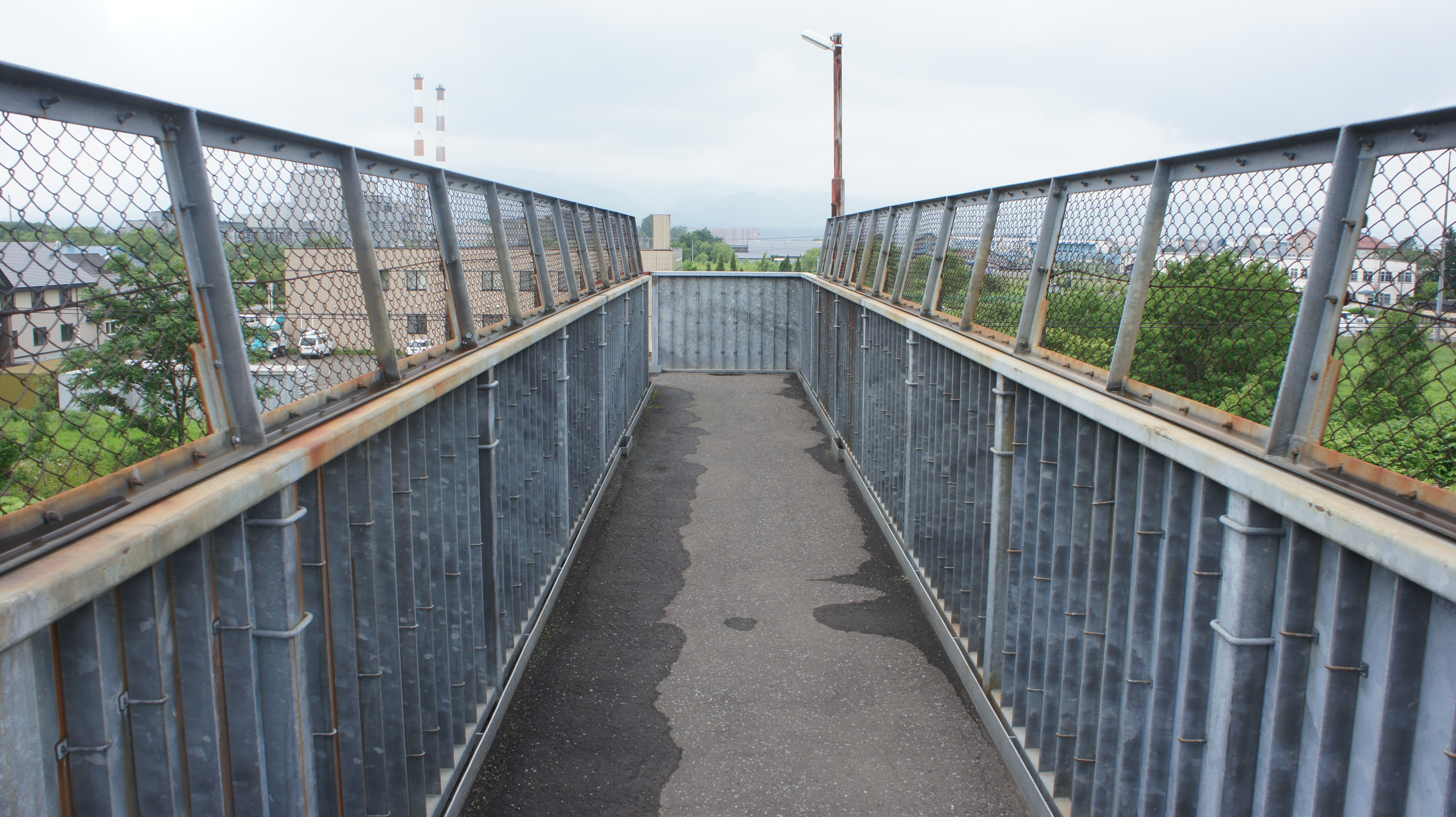
跨線橋（2017年7月）

## 利用状況
- 2006年度の1日平均乗車人数は31人である。
- 2012年度の1日平均乗車人数は22人である。

1日の平均乗降人員は以下の通りである。
| 乗降人員推移 | 乗降人員推移 |
| 年度         | 1日平均人数  |
| ------------ | ------------ |
| 2011         | 44           |
| 2012         | 44           |
| 2013         | 44           |
| 2014         | 44           |

## 駅周辺
豊沼の集落がある。
- 国道12号
- 北海道電力砂川発電所
- 北海道三井化学本社
- 北海道三井化学工業団地・物流団地
  - 北海道サンアグロ砂川工場（旧・三井東圧肥料砂川工場）
  - 王子コーンスターチ北海道工場
- 砂川市立豊沼小学校
- 道央自動車道奈井江砂川インターチェンジ
- 北海道中央バス（滝川営業所）「東圧正門前」停留所[13]

## 隣の駅
北海道旅客鉄道（JR北海道）
■函館本線
奈井江駅 (A18) - 豊沼駅 (A19) - 砂川駅 (A20)